# Да возиш мис Дейзи
„Да возиш мис Дейзи“ (на английски: Driving Miss Daisy) е американски трагикомичен филм от 1989 г. на режисьора Брус Бересфорд. Сценарият, написан от Алфред Ури, е базиран на неговата едноименна пиеса от 1987 г.

## Награди и номинации
| Категория                               | Номиниран(и)                         | Резултат                |
| Оскар (26 март 1990 г.)                 | Оскар (26 март 1990 г.)              | Оскар (26 март 1990 г.) |
| --------------------------------------- | ------------------------------------ | ----------------------- |
| Най-добър филм                          | Най-добър филм                       | награда                 |
| Най-добър грим и прически               | Най-добър грим и прически            | награда                 |
| Най-добър адаптиран сценарий            | Алфред Ури                           | награда                 |
| Най-добра женска роля                   | Джесика Тенди                        | награда                 |
| Най-добри декори                        | Най-добри декори                     | номинация               |
| Най-добри костюми                       | Най-добри костюми                    | номинация               |
| Най-добър филмов монтаж                 | Марк Уорнър                          | номинация               |
| Най-добра мъжка роля                    | Морган Фрийман                       | номинация               |
| Най-добра поддържаща мъжка роля         | Дан Акройд                           | номинация               |
| Награда на БАФТА (17 март 1991 г.)      |                                      |                         |
| Най-добра актриса в главна роля         | Джесика Тенди                        | награда                 |
| Най-добър филм                          | Най-добър филм                       | номинация               |
| Най-добра режисура                      | Брус Бересфорд                       | номинация               |
| Най-добър адаптиран сценарий            | Алфред Ури                           | номинация               |
| Златен глобус (20 януари 1990 г.)       |                                      |                         |
| Най-добър филм – мюзикъл или комедия    | Най-добър филм – мюзикъл или комедия | награда                 |
| Най-добър актьор в мюзикъл или комедия  | Морган Фрийман                       | награда                 |
| Най-добра актриса в мюзикъл или комедия | Джесика Тенди                        | награда                 |